# Mikołaj Himmelstjerna
Mikołaj Himmelstjerna, Mikołaj Samson-Himmelstjerna (ur. w 1880, zm. 10 września 1931 w Warszawie) – polski dyplomata i urzędnik konsularny II Rzeczypospolitej.

## Życiorys
Ukończył prawo na uniwersytecie w Petersburgu. W 1918 szef biura przedstawicielstwa Rady Regencyjnej w Moskwie. Od 1 grudnia 1918 do 31 grudnia 1919 Chargé d’affaires RP w Finlandii (faktycznie placówkę w Helsinkach objął w maju 1919). Od 30 lipca 1921 do 1 marca 1923 kierownik wydziału konsularnego w poselstwie RP w Moskwie, następnie przeniesiony do konsulatu w Zagrzebiu. Odwołany 31 grudnia 1926, po krótkiej pracy w centrali Ministerstwa Spraw Zagranicznych w Warszawie, 16 października 1927 mianowany wicekonsulem w Konsulacie Generalnym RP w Londynie; 30 czerwca 1928 odwołany do centrali, 1 maja 1929 mianowany na stanowisko zastępcy kierownika konsulatu w Monachium. 1 sierpnia 1930 otrzymał nominację na kierownika konsulatu w Hamburgu.